# Flabellina dushia
Flabellina dushia is een slakkensoort uit de familie van de Flabellinidae. De wetenschappelijke naam van de soort is voor het eerst geldig gepubliceerd in 1963 door Marcus Ev. en Marcus Er. als Coryphella dushia.